# Simira tinctoria
Simira tinctoria är en måreväxtart som beskrevs av Jean Baptiste Christophe Fusée Aublet. Simira tinctoria ingår i släktet Simira och familjen måreväxter. Inga underarter finns listade i Catalogue of Life.